# Skorvestallen
Der Skorvestallen (norwegisch für Blanke Klippenerhebung) ist ein Berg im ostantarktischen Königin-Maud-Land. Er ragt am östlichen Ende des Kurzegebirges in der Orvinfjella auf.
Wissenschaftler des Norwegischen Polarinstituts benannten ihn 1968.

## Gipfel und Felsen
Die österreichischen Bergsteiger Christoph Höbenreich, Karl Pichler und Paul Koller bestiegen am 21. November 2009 einen Gipfel und einen Felskoloss (Monolith) des Massivs und schlugen Namen für diese vor:
| Nr. | Name              | Höhe   | Koordinaten        | Beschreibung                                                            |
| --- | ----------------- | ------ | ------------------ | ----------------------------------------------------------------------- |
| 729 | Gipfel der Stille | 2550 m | 71° 55′ S, 9° 3′ O | weithin sichtbarer Gipfel mit Graten und Felspfeilern an der Nordflanke |
| 728 | Trutzburg         | 2528 m | 71° 55′ S, 9° 2′ O | unbezwingbar scheinender Monolith                                       |

Höbenreich schlug die Namen am 16. Februar 2010 dem Ständigen Ausschuss für geographische Namen (StAGN) der deutschsprachigen Staaten vor;
dieser billigte die Vorschläge am 28. April 2010, worauf sie am 1. Juni 2012 vom deutschen Nationalkomitee für das Scientific Committee on Antarctic Research (SCAR) und für das International Arctic Science Committee (ISAC) genehmigt und ans SCAR gemeldet wurden (Österreich ist erst seit 2016 assoziiertes Mitglied des SCAR).